# Біллі Грем
Бі́ллі Грем (англ. Billy Graham, William Franklin Jr. Graham — Вільям Франклін Мол. Грем; *7 листопада 1918 — 21 лютого 2018) — американський релігійний і громадський діяч, євангеліст-християнин, служитель баптистської церкви. Член найбільшого баптистського об'єднання у світі — Південної Баптистської Конвенції. Протягом багатьох років Біллі Грем був духовним порадником багатьох президентів США.

## Біографія

### Дитинство, отроцтво, юність
Народився 7 листопада 1918 року біля міста Шарлот, Північна Кароліна (англ. Charlotte, North Carolina)на молочній фермі. Батьки — Морроу Коффі (англ. Morrow Coffey) і Вільям Франклін Грем Старший (англ. William Franklin Graham). Виріс духовно і виховувався в асоційованій Реформованій Пресвітеріанській церкві (англ. Associate Reformed Presbyterian Church), де його батьки були членами. У 1933 році, коли був скасований Сухий закон в США, батько напоював його пивом, поки у Біллі не починалося блювання, що виробило в ньому стійку огиду до алкоголю.

### Віра і освіта
Відповідно до Інформації Центру Біллі Грема, навернувся в християнство в 1934 році в результаті серії проповідей євангеліста Мордехая Хема (англ. Mordecai Ham). Він не був прийнятий у члени його церкви тому, що був «надто світський».
Після закінчення середньої школи «Шарон» (англ. Sharon High School) в травні 1936 року Біллі Грем почав відвідувати Коледж Боба Джонса (зараз Університет Боба Джонса), який розташовується в Клівленді, штат Теннессі, але протягом одного семестру виявив, що Коледж був занадто консервативним в плані теології та вимог.
У 1937 році Грем перевівся в Біблійний Інститут Флориди (англ. Florida Bible Institute), в якому були менш суворі правила. Перепливаючи на човні на острів, де проповідував птахам і крокодилам, він пізнав своє покликання євангеліста. Згодом він закінчив Вітонський коледж (англ. Wheaton College) в Іллінойсі в 1943 році.

### Сім'я
Через два місяці після закінчення коледжу, Грем одружився зі своєю однокурсницею Рут Белл (1920—2007), батьки якої були з пресвітеріанської церкви в Китаї. У них народилося п'ятеро дітей — Вірджинія (1945), Енн Грейам Лоц (1948), Рут Грейам (1950), Франклін Грем (1952, — очолює міжнародну гуманітарну організацію Samaritan's Purse) та Нед Грейам (1958, — очолює організацію, яка розповсюджує християнську літературу в Китаї).

## Служіння

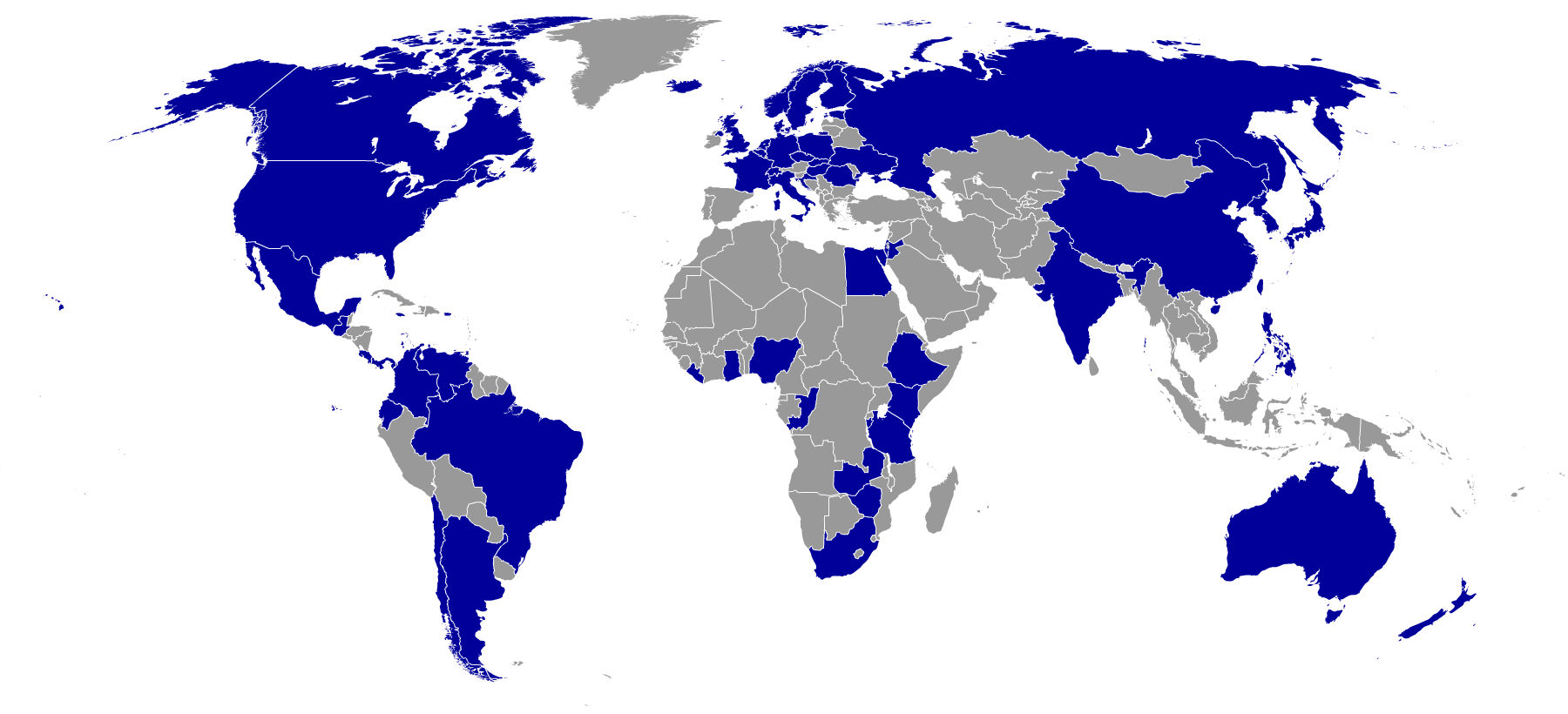
Країни, де проповідував Біллі Грем

В 1943 році Біллі Грем разом з Джорджем Беверлі Шей почав вести регулярні передачі на радіо в Чикаго. Молодого проповідника запросили вести євангелізаційні зібрання разом з місіонерською командою «Молодь для Христа» — всесвітньо відомої міжденомінаційної благодійної організації, що існує більше як 60-ти років і працює в багатьох країнах світу.

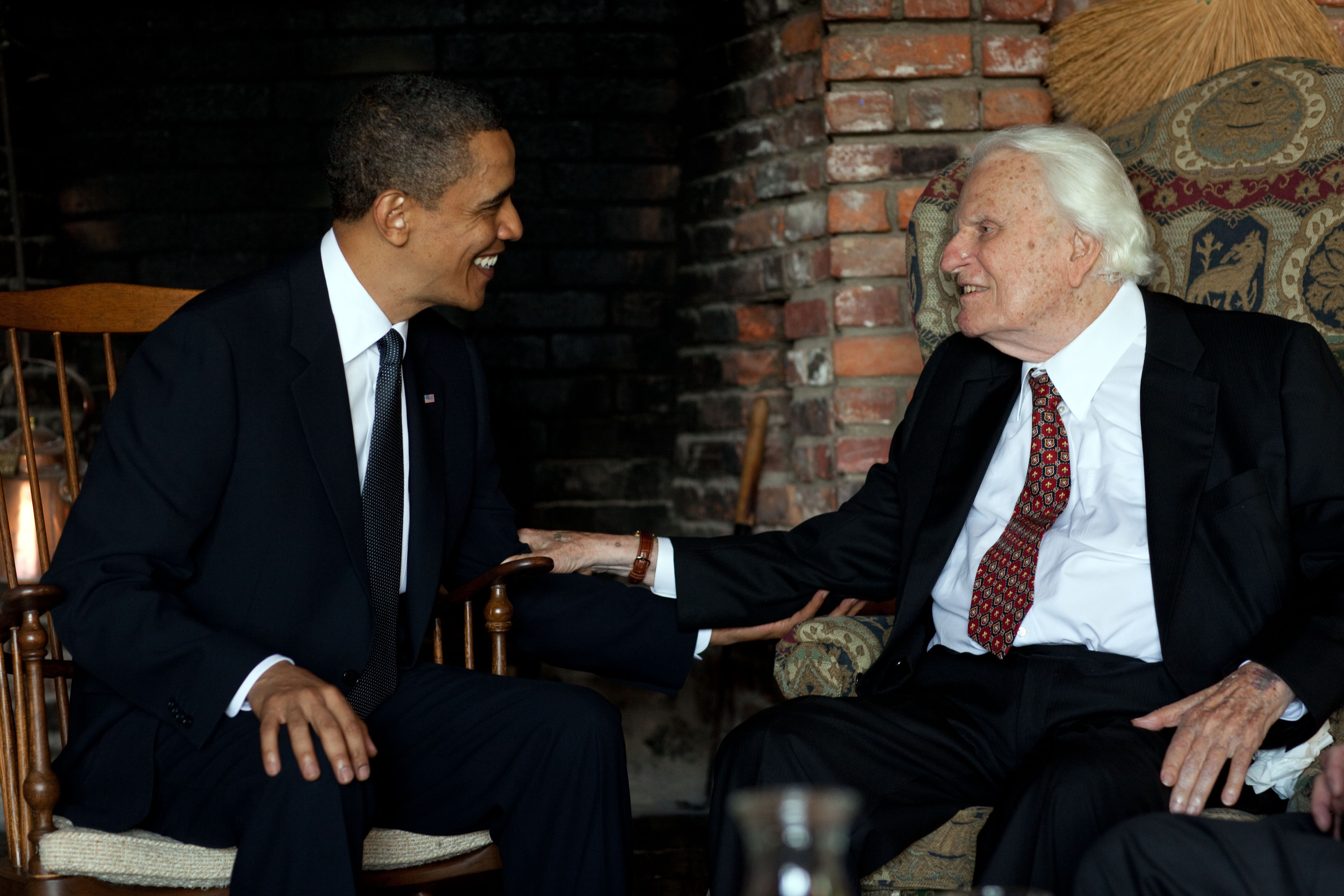
Президент США Барак Обама зустрічається з Біллі Гремом в його будинку в місті Монтріт (Північна Кароліна) 25 квітня 2010 року

Під час навчання в семінарії Вітонського коледжу Біллі Грем пройшов обряд рукопокладання на служителя Південної Баптистський Конвенції, в 1939 році і служив короткий час пастором сільської Церкви в Вестерн Спрінгс (англ. Western Springs), Іллінойс.
В 1949 в служінні Біллі Грема настав поворотний момент: Грем запланував кількаденну серію Євангелізаційних служінь у Лос-Анджелесі під великим цирковим наметом на території парку. Зібрання були такі успішні, що їх продовжено на вісім тижнів: люди хотіли почути звістку про Христа і зібрання за участю Біллі Грема повторювалися кількаразово. Про нього саме так дізналася вся Америка: зібрання в Лос-Анджелесі принесли йому славу й вивели в ранг релігійної особистості національного масштабу.
Біллі Грем служив, як Президент Північно-західного коледжу (англ. Northwestern College) в Міннесоті з 1948 по 1952 роки. Він заснував Євангельську асоціацію Біллі Грема (ЕАБГ) в 1950 році зі штаб-квартирою в Міннеаполісі. Пізніше він переніс штаб-квартиру в Шарлотт, Північна Кароліна.
У 1954 році в Лондоні на стадіоні Херрінгей повторилася історія що відбулася в Лос-Анджелесі: зібрання з його участю продовжувалися місяців із три. Так євангеліст Біллі Грем завоював світову відомість.
Загальноприйнято, що Біллі Грем провідував більшій кількості людей, ніж будь-хто серед протестантських проповідників. Унаслідок його зібрань у 1993 році 2,5 мільйона увірували у Ісуса Христа — і покаялися у своїх гріхах.

### Служіння у колишньому СРСР і країнах Східної Європи
Б. Грем користується повагою у керівників багатьох країн світу. Це дозволило йому відвідати з офіційними візитами і виступати з проповідями в ряді країн Східної Європи, в тому числі і в колишньому Радянському Союзі. Під час свого перебування в цих країнах він усіляко підтримував місцеві церкви й обговорював з політичним керівництвом цих країн питання релігійної свободи, викладав основні істини Євангелія.

#### У СРСР та РФ
1959. Біллі Грем відвідав Москву як турист. Разом зі своїм співробітником Грейді Вілсоном він побував у Лужниках, на стадіоні імені Леніна, де молився про те, щоб Бог дав йому можливість проповідувати в цьому місті.
1982 год. Москва. Патріарх Пімен запросив Біллі Грема виступити на міжнародній конференції «Релігійні діячі за спасіння священного дару життя від ядерної катастрофи». У Москві Біллі Грем проповідував у Богоявленському соборі та у Центральній баптистській церкві.
З 1983 радіопроповіді Б. Грема у перекладах можна було чути у Радянському Союзі на хвилях Радіо Монте Карло, ІБРА-радіо (це було за часи залізн. завіси).
1984. Біллі Грем здійснив 12-денну поїздку по 4 містах СРСР. Він відвідав Ленінград, Москву, Таллін і Новосибірськ. За цей час д-р Грем проповідував і виступав понад 50 разів: у православних і баптистських церквах, побував у Ленінградській духовній академії та в новосибірському Академмістечку. Крім того, він зустрічався з главами церкви і держави. Він також виступив з проповіддю на святкуванні 100-річчя місіонерської роботи баптистів у Росії.
1988 рік. Біллі Грем приїжджав в Радянський Союзу на святкування 1000-річчя хрещення Русі як почесний гість російської православної церкви. Проповідував в православних і баптистських церквах Москви та Києва. На його проповідь у Києві зібралося приблизно 15 тисяч осіб. Люди стояли на вулицях і слухали виступ Біллі Грема по спеціально встановлених гучномовцях. Він також відвідав Загорськ, був прийнятий керівниками Радянської держави, давав інтерв'ю газетам, радіо і телебаченню.
1991 рік. Доктор Грем виступив у Москві перед п'ятьма тисячами християн: благовісниками, пресвітерами та іншими служителями Церкви, які зібралися на Школу благовістя з усіх республік колишнього СРСР. Він закликав їх «використовувати грандіозну можливість, надану їм Богом уперше за довгі роки». Під час перебування в Росії Біллі Грем зустрівся з М. С. Горбачовим і Б. М. Єльциним.
1992 рік. У Москві в спорткомплексі «Олімпійський» відбулися богослужіння за участю Біллі Грема. Він проповідував три вечори, на яких побувало близько 155 тисяч осіб. Біля стадіону були встановлені монітори. Люди, які не змогли потрапити в «Олімпійський» слухали звістку про Христа, стоячи на вулиці. Після зборів у Москві виникли десятки церков, парафіянами яких стали звернені на цих зборах.

#### Східна Європа
1977 рік. Угорщина. Перша поїздка Біллі Грема в Східну Європу. В Угорщині його візит не висвітлювався офіційною пресою. Проте, на заключну зустріч з ним, що відбулася в молодіжному християнському таборі, зібралося близько 30 тисяч осіб. Це проповідь була відзначена як найграндіозніша за весь післявоєнний час. Крім того, Біллі Грем проповідував у помісних церквах, зустрічався з керівництвом католицької церкви і лідерами держави.
1982. Німеччина і Чехословаччина. До цього часу ім'я Біллі Грема стало добре відомим у країнах соціалістичного табору. Відвідавши Чехословаччину (Братислава, Брно, Прага) і Німеччину (Берлін, Дрезден, Герліц, Стендаль, Штральзунд і Віттенберг), Біллі Грем проповідував у церквах.
1985 рік. Угорщина. Цього разу Біллі Грему була надана можливість проповідувати на великих зібраннях у Будапешті (критий стадіон) і в місті Піч (20-тисячні збори просто неба).
1985 рік. Румунія. Цей візит можна назвати одним з найдивовижніших за всю історію служіння Біллі Грема. Місцеві ЗМІ замовчували цю поїздку. Про майбутні богослужіннях люди дізнавалися з іноземних радіопередач і передавали інформацію один одному. Біллі Грем проповідував на великих зборах перед католиками, православними, реформатами, баптистами, п'ятидесятниками і навіть у синагозі. Іноді влада дозволяли встановлювати гучномовці біля церков і будівель, де проповідував Біллі Грем, щоб ті, хто не зміг потрапити всередину, могли слухати проповідь Біллі Грема на вулиці. Він проповідував у 7 румунських містах, включаючи столицю.
1988. Польща. Біллі Грем отримав запрошення відвідати Польщу від лютеранських, православних, католицьких і баптистських церков. Серед тих, хто запросив його, був кардинал Войтила, який незабаром після цього був обраний главою Католицької Церкви під ім'ям Папи Іоанна Павла II. Біллі Грем зустрічався з керівниками польської держави, проповідував у католицьких, баптистських і лютеранських церквах Варшави, Білостока, Вроцлава, Кракова та Катовиць, поклав вінок в Освенцимі.
1989 рік. Угорщина. Вперше після припинення гонінь на віруючих у Будапешті було дозволено провести молитовні збори просто неба. Послухати Біллі Грема на Народний стадіон, який міг вмістити 75 тис. людей, прийшли приблизно 90 тисяч. Частина відвідувачів розмістилася прямо на футбольному полі. Поширювалися плакати, афіші, брошури та інші матеріали християнського змісту. Візит Біллі Грема широко висвітлювався угорськими ЗМІ.
У 90-ті роки минулого сторіччя пройшло кілька міжнародних супутникових місій за участю Біллі Грема, у 2000 році — міжнародний конгрес благовістників в Амстердамі.
В останні роки життя Грем вів активну духовну та літературну діяльність.

#### Структура ЕАБГ
В теперішній час ЕАБГ включає в собі:
- «Час Рішення» — щонедільна радіопрограма, яка транслюється по всьому світу вже більше 50 років.
- Газетна колонка «Моя відповідь», яка публікуеться в багатьох газетах США.
- Журнал «Рішення», який є офіційним виданням Асоціації.
- World Wide Pictures, кінокомпанія, яка випустила вже більше 130 продуктів.

## Смерть
Помер 21 лютого 2018 року на 100-му році життя.

## Його книги та про нього
Біллі Грем є автором багатьох книг. Багато його книжок вийшли у світ з мільйонними тиражами, більшість з них перекладено та видано на багатьох мовах світу, включно з українською. Англійською мовою видані наступні книги:
| - Calling Youth to Christ (1947) - America's Hour of Decision (1951) - I Saw Your Sons at War (1953) - Peace with God (1953, 1984) — видано українською - Freedom from the Seven Deadly Sins (1955) - The Secret of Happiness (1955, 1985) - Billy Graham Talks to Teenagers (1958) - My Answer (1960) - Billy Graham Answers Your Questions (1960) - World Aflame (1965) - The Challenge (1969) - The Jesus Generation (1971) - Angels: God's Secret Agents (1975, 1985) - How to Be Born Again (1977) - The Holy Spirit (1978) | - Till Armageddon (1981) - Approaching Hoofbeats (1983) - A Biblical Standard for Evangelists (1984) - Unto the Hills (1986) - Facing Death and the Life After (1987) - Answers to Life's Problems (1988) - Hope for the Troubled Heart (1991) - Storm Warning (1992) - Just As I Am: The Autobiography of Billy Graham (1997, 2007) - Hope for Each Day (2002) - The Key to Personal Peace (2003) - Living in God's Love: The New York Crusade (2005) - The Journey: How to Live by Faith in an Uncertain World (2006) - Nearing Home: Life, Faith, and Finishing Well (2011) |

Видавництво Thomas Nelson опублікує восени цього 2013 року нову книгу євангеліста Біллі Грема, — повідомляє Християнський Мегапортал invictory.org із посиланням на інформаційне агентство CNL-NEWS та Charisma News.
«Намічена до випуску на 15 жовтня книга „Причина для моєї надії: порятунок“ принесе світу важливу звістку про спасіння, що викладена доступною мовою Грема», — сказав Метт Богер, старший віце-президент видавництва.
У своїй книзі, яка може бути останньою, 94-річний Грем ділиться «основним посланням, напрямних його життя і покликання» понад 70 років. Книга буде частиною потужної кампанії Євангельської Асоціації Біллі Грема, мета якої — мобілізувати мільйони християн, щоб вони запросили невіруючих знайомих на перегляд відеопрограми з Гремом.
Попередня книга Біллі Грема «Наближаючись до будинку: життя, віра і хороше завершення», опублікована видавництвом «Нельсон» у жовтні 2011 року, була названа «Християнської книгою року 2012» Євангельської асоціацією християнських видавців. Книга стала бестселером «Нью-Йорк Таймс», було продано більше 700 тисяч її примірників.
Віце-президент видавництва Thomas Nelson Девід Моберг сказав, що Грем знову «зробить вплив на світ сучасним посланням надії і підбадьорення в ці важкі часи».
Видавництво Thomas Nelson, яке публікує книги Грема з 1975 року, опублікувало мільйони примірників книг відомого проповідника за понад 35 років, повідомляють представники компанії.
«Причина моєї надії» одночасно вийде 15 жовтня і в іспанському відділенні видавництва Grupo Nelson.

## Нагороди
Лауреат Темплтонівської премії — 1982 рік

### Улюблений син та дочка країни
(Favorite Son and Daughter of the state- англ.) — звання, що присвоєне Біллі Грему та його покійній дружині Рут Грем Палатою Північної Кароліни та Сенатом за їх досягнення та активну діяльність на благо держави повідомляє Christian Post.
«Сенат шанує пам'ять Рут Білл Грем, яка внесла значний внесок для нашого штату і країни, через спільне служіння зі своїм чоловіком. Сенат також хоче удостоїти Біллі Грема званням „Favorite Son“ Північної Кароліни, і просить губернатора штату призначити дату для вручення звання Біллі Грему», — зазначено в документі Сенату.
«Біллі Грем протягом 70 років вірно служив не тільки нашому штату чи країні, але і всьому світові», — підкреслено в документі. Онук Біллі Грема — Уілл, — повідомляє Christian Post, як і вся сім'я Грема дуже щиро вдячні за честь отримати таке звання. «Для мого діда честь отримати це звання. Ми любимо штат Північна Кароліна. Мій дід родився і виріс тут, і його діти також виросли тут. А тепер тут же розміщена і наша місія», — сказав Уілл Грем.

### Євангеліст 20-го століття
В березні 2013 року Carson-Newman University в окрузі Джефферсон, штат Теннесі, назвала Біллі Грема «Євангелістом 20 сторіччя».
Президент Carson-Newman University Рендалл О'Браін відвідав Біллі Грема в його будинку в Північній Кароліні, де і вручив йому нагороду.
«Я дуже вдячний доктору О'Браіну і Carson-Newman University за надану мені честь отримати титул „Євангеліст 20 сторіччя“. Особливо дуже приємно отримати таке визнання від університету, який формує серця і розум наступного покоління студентів для Ісуса Христа», — сказав Біллі Гремм.
О'Браін зазначив, що рішення присвоїти цей титул Грему було ухвалене радою опікунів університету одностайно.
«Ми вважаємо, що у нас є право присвоїти такий титул доктору Грему. Carson-Newman University вірить у силу Євангелія, яке перетворює життя людей, щоб краще служити Богу і ближньому. Я не можу згадати нікого іншого з сучасної історії, хто стільки ж багато допомагав перетворити життя для Царства Божого, крім Біллі Грема. Цей титул каже, що Грем вірно служив Богові і вкладав самого себе у поширення рятує любові Божої», — додав О'Браін.

#### про нього
Політики і знаменитості розповіли свої історії про Біллі Грема
Видавництво «Бульйон для душі» випустило нову книгу, в якій зібрано історії про Біллі Грема, розказані політиками, знаменитостями і релігійними лідерами, на яких вплинув євангеліст і його послання, — .
Книга містить 101 надихаючу історію від президентів, пасторів, виконавців і інших людей, які добре знають Біллі Грема, це перша в серії книга за 20-річну історію, присвячена колективним висловлювань про одну людину.
Книга містить історії про Грема, розказані кожним живим президентом, а також євангельськими лідерами, такими як Рік Воррен, Джоел Остін, Грег Грошел та іншими релігійними лідерами.
Ларі Кінг, Ден Ратер і Кеті Лі Джиффорд серед тих знаменитостей, які внесли вклад в написання книги, де також є історії від акторів, спортсменів, музикантів і кількох членів сімейства Грем.
А. Ларі Росс, який написав передмову і 32 роки був прес-секретарем Грема, сказав Christian Post, що повага по відношенню до Грему авторів книги, що мають різну ідеологію, віросповідання і світогляд, дивно.
«У наше століття, коли довіра до суспільних інститутів розсипається, і навіть релігійні організації ретельно розслідуються, а християнські лідери критикуються, оскільки їх поведінка не відповідає загальноприйнятим поглядам, містер Грем має характер, переконання і мужність, гідні наслідування».
Росс каже, що Грем, якому в листопаді виповнилося 94 роки, фізично обмежений через ослаблення слуху і мускулатури, але розум його залишається гострим і активним.
«Лев все ще гарчить», — сказав Росс, який додав, що Грем працює над ще однією книгою і знову проявляє інтерес до діяльності проповідника.
«Я смиренний люб'язними коментарями авторів книги, які зроблені про наше служіння — хоча тільки Бог заслуговує честі за будь-який вплив, яке воно зробило, — пише Грем у післямові книги. — Я — не великий чоловік, але я служу великому Богу, і я віддаю Йому всю славу за все, що змогли зробити ми з моїми співробітниками за всі ці роки».
Більше 100 мільйонів книг із серії «Бульйон для душі» було продано тільки в США і Канаді з 1993 року. Книги цієї серії також були переведені на більш 40 мовами і продані в більш ста країнах.

## Вшанування пам'яті
На честь всесвітньо відомого євангеліста Біллі Грема була названа вулиця в окрузі Клівленд, штат Теннесі.
У п'ятницю 24 лютого 2012 року там пройшов «День Біллі Грема», в рамках якого була відкрита вулиця Біллі Грем Авеню (Billy Graham Avenue). За даними місцевого каналу WDEFNews 12, сам служитель, якому було 93 роки, не зміг відвідати відкриття, тому стрічку перерізала його донька Джіджі.
«Вулиця проходить біля студентського гуртожитку, в якому зупинявся Біллі Грем. Він прожив тут лише 6 місяців, точніше один семестр, перед тим, як поїхав вчитися в Біблійну школу у Флориді. Але це було дуже значуще для нього час, — передає слова Джіджі Грем телеканал. — Тут він вперше зрозумів, що покликаний служити».
Євангеліст навчався в Клівленді у Коледжі Боба Джонса (Bob Jones College), який тепер називається Університет Лі (Lee University). Як повідомила газета «ClevelandDaily Banner», Біллі Грем Авеню розташована через дорогу від місця, де жив служитель під час свого навчання в коледжі.
Крім вулиці в Клівленді, на честь євангеліста також названа вулиця в місті Шарлотт, Північна Кароліна — Біллі Грем Парквей (Billy Graham Parkway).